# Гельмут Феттер
Гельмут Вальдемар Феттер (нім. Hellmuth Waldemar Vetter; 22 березня 1910, Растенберг — 2 лютого 1949, Ландсберг-ам-Лех) — гауптштурмфюрер СС (1944), доктор медицини (1935). Воєнний злочинець, який проводив експерименти на людях у концентраційних таборах.
За свою жорстокість Феттер отримав прізвисько «Звір Аушвіца».

## Біографія
Вивчав медицину у Франкфуртському університеті. В жовтні 1933 року вступив у СС (особистий номер 126 017), в 1937 році - в НСДАП (партійний квиток №5 393 805). В 1936 році почав працбьвати в одній із лікарень Саарбрюккена. 
В 1938 році поступив на роботу в компанію Bayer, займався випробовуванням нових медичних препаратів на в'язнях концтаборів. Дослід Феттера розпочалися 29 дипня 1941 року в КТ Дахау, де він випробував сульфамід від Bayer на в'язнях, хворих на пневмонію, гонорею та інші захворювання. про жорстокість Феттера свідчать його листи колегам, в яких він назвав дахау одним із «найдосокналіших КТ» в і що він там працював, «наче в раю».
З 13 жовтня 1942 року працював у новоствореному таборі Аушвіц ІІІ Мановіц. Хоча Феттер виконував обов'язки табірного лікаря, зазвичай він з'являвся в Аушвіці раз на тиждень, при чому займався не лікуванням в'язнів, а відбором смертників, яких відправляли у газові камери. окрім цього, Феттер продовжив експерименти над людьми - випробування ліків проти тифу виробництва IG Farben. 
В березні 1943 року Феттер отримав своє останнє призначення - посаду табірного лікаря в КТ Гузен, який входив до складу КТ Маутгаузен. Завданням Феттера була видача фальшивих свідоцтв про смерть робітників, які загинули від важких умов праці на будівництві та під час експлуатації підземного авіаційного заводу В8 та на видобутку гірського кришталю. За час роботи в таборі Феттер наказав вбити 31 непрацездатного в'язня ін'єкцією бензину.
28 липня 1947 року Феттер постав перед американським військовим трибуналом в Дахау як підсудний одного із процесів над службовцями Маутгаузена (справа №000-50-5-31). Захищаючи себе, Феттер заявив, що не видавав розпоряджень робити смертельних ін'єкції і не знав про такі випадки, однак суд визнав його винним у вбивстві сотень в'язнів і засудив до смертної кари. Клопотання про помилування від його рідних, дружини Марії та брата Адольфа, були відхилені, і Феттера повісили в Ладзберзькій в'язниці.

## Нагороди[1]
- Спортивний знак СА в бронзі
- Хрест Воєнних заслуг 2-го класу з мечами